# Твердохлеб, Иван Иосифович
Иван Иосифович Твердохлеб (укр. Іван Йосипович Твердохліб; 24 апреля 1899, с. Должик, Харьковская губерния, Российская империя (ныне Золочевского района, Харьковской области, Украины) — 16 октября 1986, Одесса) — украинский советский актёр театра и кино, народный артист Украинской ССР (1960).

## Биография
Из крестьян. Во время службы в РККА занимался на клубно-инструкторских курсах, на которых в то время преподавали известные в театральном мире режиссёр И. Юхименко, драматург Я. Мамонтов, читал лекции Лесь Курбас.
С 1923 года выступал на сцене Харьковского народного театра им. Т. Г. Шевченко, затем — в Киеве, с 1925 — Украинского драматического театра им. Т. Шевченко (Кременчуг, Полтава, Краснозаводск), Харьковского детского театра (1928—1929), с 1929 (с перерывом) — актёр Одесского украинского музыкально-драматического театра.
В начале 1930-х годов ушёл из Одесского театра «Держдрама», работал на Одесской, затем — Киевской киностудиях, в 1936 году вернулся в Одесский театр.
В кино с 1930 года. Снимался в фильмах Ивана Кавалеридзе и Марка Донского. За долгую творческую жизнь сыграл около 30 киноролей.

## Избранные театральные роли
- Возный («Наталка Полтавка» Котляревского),
- Николай Задорожный («Украденное счастье» Франко),
- Мартин Боруля (одноименная пьеса Карпенко-Карого),
- дед Ефим («97» М. Кулиша),
- Бурка («Дороги, которые мы выбираем» Зарудного),
- Добчинский («Ревизор» Н. Гоголя),
- Швейк («Похождения бравого солдата Швейка» Гашека),
- Мальволио («Двенадцатая ночь» Шекспира).

## Избранная фильмография
- 1930 — Взорванные дни — Монтецук, крестьянин
- 1930 — Перекоп — бедняк
- 1930 — Право отцов — парикмахер
- 1930 — Чистка (короткометражный) — Ключка, помощник бухгалтера
- 1931 — Кармелюк
- 1931 — Штурмовые ночи
- 1932 — Изящная жизнь — Охраменко, кочегар
- 1932 — На великом пути
- 1932 — Поздравляю с переходом — школьный сторож
- 1932 — Приятного аппетита — поваренок
- 1933 — Колиивщина — Ивась
- 1934 — Любовь Алёны — Кока
- 1936 — Однажды летом — кооператор
- 1936 — Прометей — Ивась
- 1956 — Кони не виноваты (к/м) — управляющий
- 1957 — Дорогой ценой — Иван Катигорошек
- 1957 — Под золотым орлом — эпизод
- 1969 — Дума о Британке — эпизод

## Награды
- орден Трудового Красного Знамени,
- орден «Знак Почёта»,
- звание "Народный артист Украинской ССР".